# 코지어스코산
코지어스코산(Mount Kosciuszko [kɒziːˈɒskoʊ]) 또는 코시치우슈코산은 오스트레일리아 뉴사우스웨일스주의 산이다. 높이 2,228m로 오스트레일리아 본토에서 가장 높다. 산 이름의 유래는 1840년, 폴란드 출신의 탐험가였던 파베우 스트셸레츠키(Paweł Strzelecki)가 폴란드의 장군 타데우시 코시치우슈코(Tadeusz Kościuszko)의 이름을 따서 명명한 것에서 유래한다.